# Inuleae
Inuleae é uma tribo de plantas pertencente à família Asteraceae, caracterizada por uma grande diversidade de porte, abrangendo desde pequenas ervas até arbustos e, em alguns casos, árvores. Sua distribuição geográfica é ampla, com representantes em diversos continentes, ocupando desde áreas áridas e salinas até ambientes mais úmidos. Espécies como Inula foram utilizadas na medicina tradicional romana devido a suas propriedades anti-inflamatórias e expectorantes. As plantas da tribo Inuleae apresentam adaptações a diferentes ambientes, como tricomas epidérmicos que reduzem a perda de água e mecanismos de acumulação de sais em espécies halófitas. Seus capítulos florais, geralmente amarelos, mas também brancos, rosados ou púrpuras, são importantes fontes de néctar para polinizadores. A tribo desempenha um papel ecológico relevante, atuando como plantas pioneiras em áreas perturbadas e contribuindo para a formação de comunidades vegetais complexas. Além de seus usos medicinais, algumas espécies são cultivadas como ornamentais ou exploradas pela indústria de produtos naturais

## Etimologia
O nome da tribo deriva de seu gênero mais importante (Inula) que por sua vez poderia derivar de um vocábulo latino usado pelos romanos para indicar justamente essas plantas (Plinio (23 - 79) e Dioscórides (40 - 90) usam esse nome que é considerado uma corrupção do termo grego "helenion"). Outros autores propõem outra etimologia: a derivação de um vocábulo grego enàein (= purificar) fazendo referência obviamente às presuntas propriedades medicinais da planta. O nome científico desta tribo foi definido pela primeira vez pelo botânico e naturalista francês Alexandre Henri Gabriel de Cassini (1781 – 1832) na publicação "Journal de Physique, de Chemie, d'Histoire Naturelle et des Arts - 88." de 1819.

## Descrição
Esta tribo compreende árvores, arbustos, subarbustos e ervas perenes ou anuais. Algumas espécies se adaptaram aos curtos períodos vegetativos das zonas áridas ou a desenvolvimento salino (espécies suculentas). Nessa tribo estão compreendidas espécies hermafroditas, monoicas, dioicas ou ainda ginomonoicas.
A parte subterrânea do caule consiste prevalentemente em rizomas alongados ou tuberosos (gênero Jasonia). A parte aérea do caule pode ser provida de condutos de resina (gêneros Doellia, Limbarda, Telekia e outros) ou não. Geralmente o floema é privado de camadas fibrosas; além disso estão ausentes os tecidos laticíferos.
As folhas ao longo do caule são dispostas de modo alternado ou eventualmente suboposto. Em alguns casos se podem encontrar agrupadas no ápice dos ramos (gêneros Cylindrocline e Monarrhenus), ou confinadas em uma roseta basal (gêneros Rhodogeron e Sachsia). A lâmina pode ser simples, penatifida ou pennatisecta com bordas inteiras, serrilhadas ou dentadas. A consistência pode ser carnosa (gêneros Iphiona e Limbarda).
As inflorescências são formadas por capítulos tanto solitários quanto em formações corimbosas, paniculadas ou de mais ou menos formas de cilíndricas finas a esféricas. Os capítulos podem ser tanto heterogâmicos quanto homogâmicos com formas tanto radiadas quanto discoides. Os capítulos são formados por um involucro composto por brácteas (ou escamas) dispostas de modo imbricado, no interior do qual um receptáculo faz de base aos flores ligulíferas periféricas ou flores do raio e às flores tubulosas, as centrais ou do disco. As flores podem ser mais de 100.
Fiori: os flores são tetracíclicos (com cinco verticilos: cálice – corola – androceu – gineceu) e pentâmeros (cada verticilo tem 5 elementos). As flores externas (aquelas do raio), se presentes, estão dispostas em uma ou mais fileiras, são femininas ou raramente neutras. As flores do disco são muito numerosas e são hermafroditas ou funcionalmente masculinas.
Fórmula floral: para essas plantas é indicada a seguinte fórmula floral:
- K 0/5, C (5), A (5), G (2), inferior, aquênio[12]
- Cálice: o cálice é reduzido a uma coroninha de escamas.[13]
- Corola: as corolas radiadas são minúsculas e a forma varia de tubular a filiforme; terminam geralmente com três dentes. A cor pode ser amarela, rosa, púrpura, violeta ou branca. As flores do disco (tubulosas) terminam com 4 - 5 lobos geralmente curtos. A cor pode ser amarela, rosa, púrpura ou às vezes branca.
- Androceu: o androceu é formado por 5 estames com filamentos livres e anteras soldadas em um tubo que circunda o estilete.[13]As anteras normalmente são desprovidas de esporão (raramente são calcaradas). A base pode ser longa ou curta com apêndices ramificados ou não (raramente são desprovidas de apêndice). O tecido do endotécio é em forma radiada ou polarizada. As células do colar dos filamentos são planas ou de tipo mamiloso.
- Gineceu: o gineceu tem um ovário unilocular ínfero formado por dois carpelos.[13] O estilete é único e com dois estigmas na parte apical. Os estigmas frequentemente são providos de pelos agudos que terminam acima da bifurcação, ou de pelos obtusos que terminam bem abaixo da bifurcação. As superfícies estigmáticas confluem no ápice, enquanto na base estão separadas em duas linhas distintas (linhas estigmáticas marginais).[14] O pólen é espinhoso.

Os frutos são aquênios com papinho. Os aquênios em geral são providos de 5 feixes vasculares; a forma é elipsoide, espiralada ou com seção triangular, frequentemente com costelas esclerenquimáticas. Às vezes estão presentes canais ou cavidades resiníferas. A superfície é glabra ou coberta por pelos glandulares. Nas flores funcionalmente masculinas os aquênios frequentemente são muito reduzidos. A epiderme do aquênio é provida de grandes cristais de oxalato de cálcio, ou de cristais semelhantes à areia, ou é desprovida deles. Os aquênios das flores do raio geralmente são semelhantes aos do disco, às vezes mais achatados. O papinho é formado por cerdas capilares, ou cerdas capilares misturadas a pequenas escamas ou largas escamas isoladas. Às vezes o papinho tem a forma de um anel ou até mesmo está ausente.